# Картер, Винс
Винсент Ламар Картер (англ. Vincent Lamar Carter; род. 26 января 1977 года в Дейтона-Бич, штат Флорида, США) — бывший американский профессиональный баскетболист. Играл на позициях атакующего защитника и лёгкого форварда.
Был выбран на драфте НБА 1998 года командой «Голден Стэйт Уорриорз» и сразу же обменян в «Торонто Рэпторс», также выступал за команды «Нью-Джерси Нетс», «Орландо Мэджик», «Финикс Санз», «Даллас Маверикс», «Мемфис Гриззлис» и «Сакраменто Кингз». Олимпийский чемпион 2000 года в составе сборной США. Двоюродный брат баскетболиста Трэйси Макгрэди, который некоторое время (1998—2000) являлся партнёром по команде «Торонто Рэпторс». Спортивные прозвища — Винсэнити (англ. Vinsanity), Air Canada.
В 2011 году стал 37-м баскетболистом в истории НБА, набравшим 20 000 очков за карьеру. В феврале 2017 года стал пятым игроком в НБА, забившим за карьеру 2000 трёхочковых бросков. Входит в тройку лидеров по количеству сыгранных матчей в НБА. Рекордсмен НБА по количеству сыгранных сезонов (22) и единственный игрок в истории НБА, выходивший на площадку в четырёх десятилетиях.
Многие игроки, журналисты и представители Национальной баскетбольной ассоциации (НБА) признавали его величайшим данкером всех времен.
13 октября 2024 году был включён в Зал славы баскетбола за свои заслуги в качестве игрока НБА.
25 января 2025 года «Бруклин Нетс» вывели номер «15» Винса Картера из обращения в перерыве матча против «Майами Хит».

## Биография
Винс Картер родился 26 января 1977 года в городе Дейтона-Бич. Начиная с четырёх лет он посещал обычные и частные школы в Дейтоне-Бич, Дилэнде и Южном Майами. Винс был капитаном волейбольной команды Mainland High School, а также самым ярким баскетболистом когда-либо игравшим за команду этой школы. Он окончил школу в 1995 году. По ходу своего обучения Картер удостоился индивидуальных наград USA Today, Parade и McDonald’s All-America, а также был назван лучшим Баскетболистом-школьником штата Флорида 1995 года. В этом же году он был вызван в юношескую сборную США по баскетболу. Будучи школьником Винс увлекался музыкой, он играл на саксофоне и баритон-саксофоне.

### Студенческая карьера
В 1995 году Картер поступил в Университет Северной Каролины в Чапел-Хилл, став игроком баскетбольной команды ВУЗа. Он выступал за «Тар Хилз» на протяжении трёх лет, с 1995 по 1998 годы. Его тренером был Дин Смит, а позднее Билл Гатридж. Картер помог команде дважды выйти в «Финал Четырёх» (1997, 1998), в обеих играх он был самым результативным игроком. В 1998 году Винс был признан лучшим защитным игроком NCAA, а также был лучшим в лиге по проценту реализации бросков с игры (59,1 %). В том же году его выбрали во вторую сборную всех звёзд NCAA. Вслед за своим партнёром по команде Антуаном Джеймисоном, Картер выставил свою кандидатуру на Драфт НБА 1998 года.

### Профессиональная карьера

#### Торонто Рэпторс (1998—2004)
Картер был выбран под общим 5-м номером на драфте НБА 1998 года командой «Голден Стэйт Уорриорз».
Был признан лучшим новичком 1999 года в НБА, в 2000 году стал победителем традиционного соревнования по слэм-данкам (броскам сверху), проходящего перед Матчем всех звёзд НБА.

### Финикс Санз (2010—2011)
10 декабря 2011 клуб НБА «Финикс Санз» расторг соглашение с Картером по правилу «амнистии».

### Даллас Маверикс (2011—2014)
12 декабря 2011 года Картер подписал контракт с клубом «Даллас Маверикс». 25 ноября 2012 года провел свой 1000 матч в НБА против «Лейкерс» (89:115) и стал 132-м игроком в истории лиги, которому покорилась эта отметка.

### Мемфис Гриззлис (2014—2017)
12 июля 2014 года Картер подписал контракт с клубом «Мемфис Гриззлис» на три года. Стоимость контракта 12,2 миллиона долларов.

### Сакраменто Кингз (2017—2018)

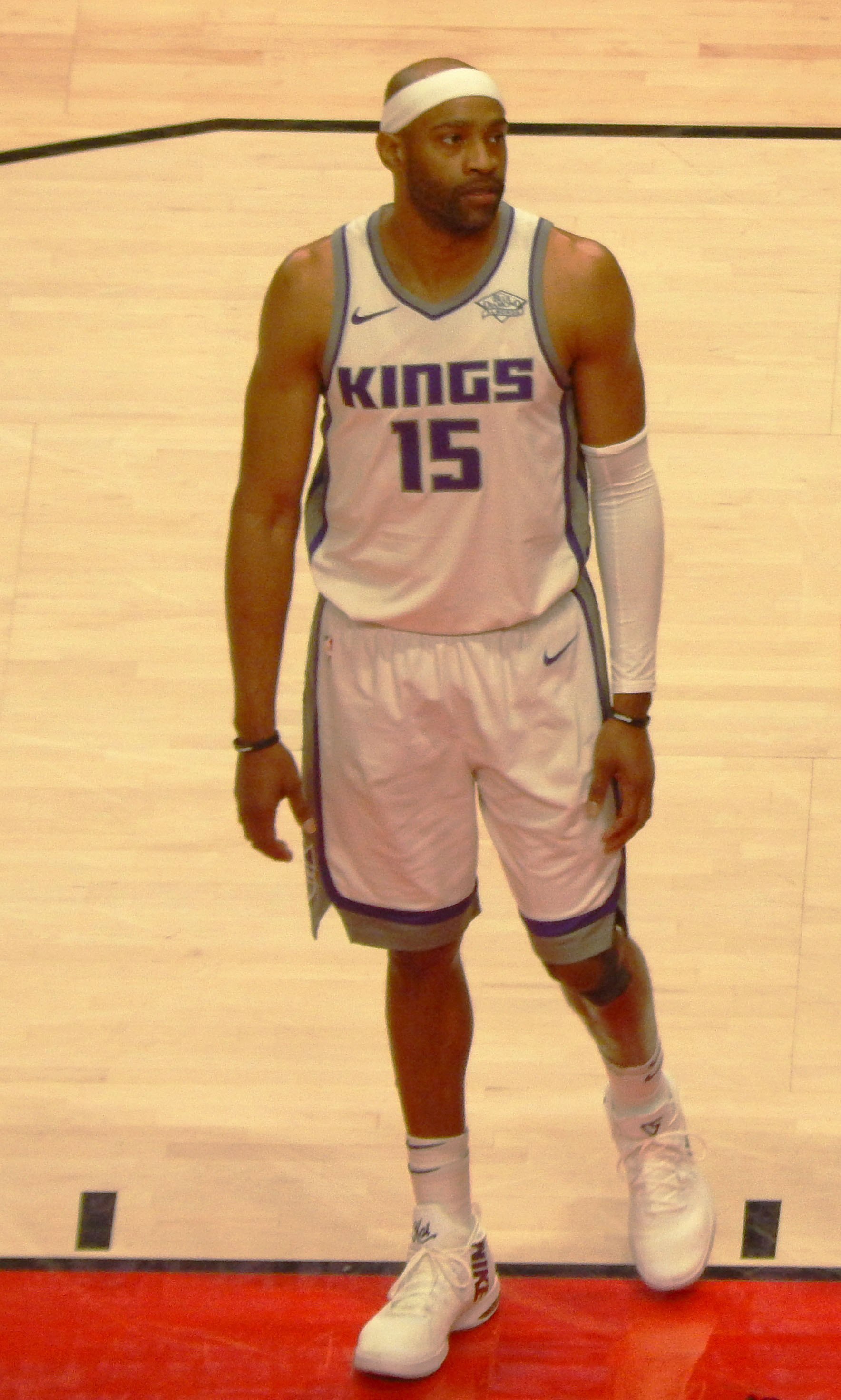
Картер в составе «Кингз»

7 июля 2017 года стало известно, что игрок подписал контракт с клубом «Сакраменто Кингз».

### Атланта Хокс (2018—2020)
В 24 августа 2018 года на правах свободного агента заключил годичный контракт на 2,4 миллиона долларов с командой «Атланта Хокс». В июне 2019 года Картер заявил, что планирует закончить карьеру по окончании сезона НБА 2019/20. 20 сентября 2019 года Картер переподписал контракт с «Хокс» и 24 октября 2019 года сыграл первую игру в своем 22-м сезоне. Четыре сокомандника Картера родились после его драфта 1998 года. 10 декабря 2019 года он стал пятым игроком в истории НБА, сыгравшим не менее 1500 игр. 4 января 2020 года во время победы над «Индианой Пэйсерс» со счетом 116-111 Картер стал единственным игроком в истории НБА, сыгравшим в четырех разных десятилетиях. 22 января 2020 года Картер обошел Алекса Инглиша и занял 19-е место в списке бомбардиров НБА всех времен. 31 января 2020 года Картер поднялся на 3-е место в списке игроков по сыгранным матчей НБА с 1523 играми, обойдя Дирка Новицки. 11 марта 2020 года Картер вернулся на паркет на последних секундах игры против «Нью-Йорк Никс» и сделал трехочковый бросок. Эта игра стала последней для Картера; в тот день НБА приостановила сезон из-за пандемии COVID-19. Картер официально объявил о своем уходе из НБА 25 июня 2020 года в возрасте 43 лет.

## Выступления за национальную сборную
Картер играл за главного тренера Келвина Сэмпсона в составе мужской сборной США до 19 лет на Чемпионате мира по баскетболу ФИБА до 19 лет 1995 года в Афинах. Он и Самаки Уокер стали лидерами по количеству блоков в восьми матчах команды.
Во время летних Олимпийских игр 2000 года в Сиднее Картер возглавил сборную США, набирая в среднем 14,8 очка за игру. Он также исполнил один из самых запоминающихся данков в своей карьере, когда перепрыгнул через французского центрового Фредерика Вайса ростом 7 футов 2 дюйма (2,18 м). Партнер по команде Джейсон Кидд сказал: «Это был один из лучших бросков, которые я когда-либо видел». Французские СМИ позже окрестили его «данком смерти». В том году сборная США выиграла золотую медаль. Картер признался, что перед Олимпиадой он выплеснул свое недовольство личной жизнью и уходом Трейси Макгрэди из «Рэпторс». Этот данк считается одним из величайших и самых известных в истории.
Картер заменил Коби Брайанта в составе сборной США на турнире ФИБА-Америка 2003 года, пока Брайант перенес операции на колене и плече. Он носил майку Брайанта под номером 8. Брайант должен был занять его место на Олимпийских играх 2004 года, но позже отказался от участия из-за обвинений в сексуальных домогательствах. Картеру предложили место на Олимпиаде, но вместо этого он решил взять отпуск на лето, чтобы отдохнуть и подлечиться, а также жениться.

## Другие занятия
В 2010 году Картер открыл ресторан, названный в его честь, в Дейтона-Бич. Рестораном управляла его мать. Они продали его в январе 2017 года за 4,3 миллиона долларов.
Перед своим первым сезоном в НБА Картер подписал спонсорский контракт с Puma, и была выпущена его первая фирменная обувь, Puma Vinsanity. Однако Картер досрочно разорвал контракт с Puma, сославшись на то, что «обувь причиняет боль его ногам», и доиграл остаток сезона НБА 1999/2000 в обуви различных брендов.  Перед летними Олимпийскими играми 2000 года Картер подписал контракт с Nike в качестве «амбассадора бренда», и его первая фирменная обувь Nike Shox BB4 PE, была выпущена в 2000 году к Олимпийским играм. Nike выпустила еще пять фирменных моделей Shox с инициалами Картера. Во время его последнего сезона Nike отметила 22-летнюю карьеру Картера в НБА, перевыпустив его первую фирменную обувь Nike, Shox BB4.
17 сентября 2020 года телеканал ESPN объявил, что Картер подписал с ним многолетний контракт и будет выступать в качестве аналитика НБА и баскетбола в колледжах. В июле 2023 года стало известно, что ESPN не будет продлевать контракт с Картером во время серии громких увольнений на телеканале. 24 октября 2023 года стало известно, что Картер присоединился к YES Network в качестве аналитика игр «Бруклин Нетс» на полставки.
12 декабря 2024 года Винс Картер стал миноритарным владельцем команды НФЛ «Баффало Биллс».
13 мая 2025 года стало известно, что Картер будет работать экспертом в студии NBC Sports.

## Статистика

### Статистика в НБА
| Сезон                                                                                    | Команда    | Регулярный сезон | Регулярный сезон | Регулярный сезон | Регулярный сезон | Регулярный сезон | Регулярный сезон | Регулярный сезон | Регулярный сезон | Регулярный сезон | Регулярный сезон | Регулярный сезон | Серия плей-офф | Серия плей-офф | Серия плей-офф | Серия плей-офф | Серия плей-офф | Серия плей-офф | Серия плей-офф | Серия плей-офф | Серия плей-офф | Серия плей-офф | Серия плей-офф |
| Сезон                                                                                    | Команда    | GP               | GS               | MPG              | FG%              | 3P%              | FT%              | RPG              | APG              | SPG              | BPG              | PPG              | GP             | GS             | MPG            | FG%            | 3P%            | FT%            | RPG            | APG            | SPG            | BPG            | PPG            |
| ---------------------------------------------------------------------------------------- | ---------- | ---------------- | ---------------- | ---------------- | ---------------- | ---------------- | ---------------- | ---------------- | ---------------- | ---------------- | ---------------- | ---------------- | -------------- | -------------- | -------------- | -------------- | -------------- | -------------- | -------------- | -------------- | -------------- | -------------- | -------------- |
| 1998/99                                                                                  | Торонто    | 50               | 49               | 35,2             | 45,0             | 28,8             | 76,1             | 5,7              | 3,0              | 1,1              | 1,5              | 18,3             | Не участвовал  | Не участвовал  | Не участвовал  | Не участвовал  | Не участвовал  | Не участвовал  | Не участвовал  | Не участвовал  | Не участвовал  | Не участвовал  | Не участвовал  |
| 1999/00                                                                                  | Торонто    | 82               | 82               | 38,1             | 46,5             | 40,3             | 79,1             | 5,8              | 3,9              | 1,3              | 1,1              | 25,7             | 3              | 3              | 39,7           | 30,0           | 10,0           | 87,1           | 6,0            | 6,3            | 1,0            | 1,3            | 19,3           |
| 2000/01                                                                                  | Торонто    | 75               | 75               | 39,7             | 46,0             | 40,8             | 76,5             | 5,5              | 3,9              | 1,5              | 1,1              | 27,6             | 12             | 12             | 44,9           | 43,6           | 41,0           | 78,4           | 6,5            | 4,7            | 1,7            | 1,7            | 27,3           |
| 2001/02                                                                                  | Торонто    | 60               | 60               | 39,8             | 42,8             | 38,7             | 79,8             | 5,2              | 4,0              | 1,6              | 0,7              | 24,7             | Не участвовал  | Не участвовал  | Не участвовал  | Не участвовал  | Не участвовал  | Не участвовал  | Не участвовал  | Не участвовал  | Не участвовал  | Не участвовал  | Не участвовал  |
| 2002/03                                                                                  | Торонто    | 43               | 42               | 34,2             | 46,7             | 34,4             | 80,6             | 4,4              | 3,3              | 1,1              | 1,0              | 20,6             | Не участвовал  | Не участвовал  | Не участвовал  | Не участвовал  | Не участвовал  | Не участвовал  | Не участвовал  | Не участвовал  | Не участвовал  | Не участвовал  | Не участвовал  |
| 2003/04                                                                                  | Торонто    | 73               | 73               | 38,2             | 41,7             | 38,3             | 80,6             | 4,8              | 4,8              | 1,2              | 0,9              | 22,5             | Не участвовал  | Не участвовал  | Не участвовал  | Не участвовал  | Не участвовал  | Не участвовал  | Не участвовал  | Не участвовал  | Не участвовал  | Не участвовал  | Не участвовал  |
| 2004/05                                                                                  | Торонто    | 20               | 20               | 30,4             | 41,1             | 32,2             | 69,4             | 3,3              | 3,1              | 1,3              | 0,8              | 15,9             | Не участвовал  | Не участвовал  | Не участвовал  | Не участвовал  | Не участвовал  | Не участвовал  | Не участвовал  | Не участвовал  | Не участвовал  | Не участвовал  | Не участвовал  |
| 2004/05                                                                                  | Нью-Джерси | 57               | 56               | 38,9             | 46,2             | 42,5             | 81,7             | 5,9              | 4,7              | 1,5              | 0,6              | 27,5             | 4              | 4              | 44,8           | 36,5           | 31,6           | 86,1           | 8,5            | 5,8            | 2,3            | 0,0            | 26,8           |
| 2005/06                                                                                  | Нью-Джерси | 79               | 79               | 36,8             | 43,0             | 34,1             | 79,9             | 5,8              | 4,3              | 1,2              | 0,7              | 24,2             | 11             | 11             | 40,9           | 46,3           | 24,1           | 79,6           | 7,0            | 5,3            | 1,8            | 0,5            | 29,6           |
| 2006/07                                                                                  | Нью-Джерси | 82               | 82               | 38,1             | 45,4             | 35,7             | 80,2             | 6,0              | 4,8              | 1,0              | 0,4              | 25,2             | 12             | 12             | 40,4           | 39,6           | 38,9           | 69,3           | 6,8            | 5,3            | 0,9            | 0,6            | 22,3           |
| 2007/08                                                                                  | Нью-Джерси | 76               | 72               | 38,9             | 45,6             | 35,9             | 81,6             | 6,0              | 5,1              | 1,2              | 0,4              | 21,3             | Не участвовал  | Не участвовал  | Не участвовал  | Не участвовал  | Не участвовал  | Не участвовал  | Не участвовал  | Не участвовал  | Не участвовал  | Не участвовал  | Не участвовал  |
| 2008/09                                                                                  | Нью-Джерси | 80               | 80               | 36,8             | 43,7             | 38,5             | 81,7             | 5,1              | 4,7              | 1,0              | 0,5              | 20,8             | Не участвовал  | Не участвовал  | Не участвовал  | Не участвовал  | Не участвовал  | Не участвовал  | Не участвовал  | Не участвовал  | Не участвовал  | Не участвовал  | Не участвовал  |
| 2009/10                                                                                  | Орландо    | 75               | 74               | 30,8             | 42,8             | 36,7             | 84,0             | 3,9              | 3,1              | 0,7              | 0,2              | 16,6             | 14             | 14             | 34,3           | 40,2           | 23,5           | 82,6           | 4,2            | 2,3            | 0,9            | 0,2            | 15,5           |
| 2010/11                                                                                  | Орландо    | 22               | 22               | 30,2             | 47,0             | 34,6             | 74,7             | 4,1              | 2,9              | 0,9              | 0,1              | 15,1             | Не участвовал  | Не участвовал  | Не участвовал  | Не участвовал  | Не участвовал  | Не участвовал  | Не участвовал  | Не участвовал  | Не участвовал  | Не участвовал  | Не участвовал  |
| 2010/11                                                                                  | Финикс     | 51               | 41               | 27,2             | 42,2             | 36,6             | 73,5             | 3,6              | 1,6              | 0,9              | 0,3              | 13,5             | Не участвовал  | Не участвовал  | Не участвовал  | Не участвовал  | Не участвовал  | Не участвовал  | Не участвовал  | Не участвовал  | Не участвовал  | Не участвовал  | Не участвовал  |
| 2011/12                                                                                  | Даллас     | 61               | 40               | 25,3             | 41,1             | 36,1             | 82,6             | 3,4              | 2,3              | 0,9              | 0,4              | 10,1             | 4              | 0              | 26,8           | 29,3           | 30,0           | 75,0           | 5,5            | 0,3            | 1,3            | 0,5            | 8,3            |
| 2012/13                                                                                  | Даллас     | 81               | 3                | 25,8             | 43,5             | 40,6             | 81,6             | 4,1              | 2,4              | 0,9              | 0,5              | 13,4             | Не участвовал  | Не участвовал  | Не участвовал  | Не участвовал  | Не участвовал  | Не участвовал  | Не участвовал  | Не участвовал  | Не участвовал  | Не участвовал  | Не участвовал  |
| 2013/14                                                                                  | Даллас     | 81               | 0                | 24,4             | 40,7             | 39,4             | 82,1             | 3,5              | 2,6              | 0,8              | 0,4              | 11,9             | 7              | 0              | 27,2           | 45,6           | 48,4           | 78,6           | 3,6            | 2,4            | 0,4            | 0,3            | 12,6           |
| 2014/15                                                                                  | Мемфис     | 66               | 1                | 16,5             | 33,3             | 29,7             | 78,9             | 2,0              | 1,2              | 0,7              | 0,2              | 5,8              | 11             | 0              | 17,8           | 40,3           | 25,0           | 88,9           | 4,3            | 1,0            | 0,6            | 0,2            | 6,3            |
| 2015/16                                                                                  | Мемфис     | 60               | 3                | 16,8             | 38,8             | 34,9             | 83,3             | 2,4              | 0,9              | 0,6              | 0,3              | 6,6              | 4              | 4              | 22,7           | 45,5           | 70,0           | 100,0          | 3,8            | 1,3            | 0,5            | 0,3            | 11,3           |
| 2016/17                                                                                  | Мемфис     | 73               | 15               | 24,7             | 39,4             | 37,8             | 76,5             | 3,1              | 1,8              | 0,8              | 0,5              | 8,0              | 6              | 6              | 32,5           | 47,6           | 40,0           | 100,0          | 3,3            | 1,5            | 0,3            | 0,0            | 9,2            |
| 2017/18                                                                                  | Сакраменто | 58               | 4                | 17,7             | 40,3             | 34,5             | 75,7             | 2,6              | 1,2              | 0,7              | 0,4              | 5,4              | Не участвовал  | Не участвовал  | Не участвовал  | Не участвовал  | Не участвовал  | Не участвовал  | Не участвовал  | Не участвовал  | Не участвовал  | Не участвовал  | Не участвовал  |
| 2018/19                                                                                  | Атланта    | 76               | 9                | 17,5             | 41,9             | 38,9             | 71,2             | 2,6              | 1,1              | 0,6              | 0,4              | 7,4              | Не участвовал  | Не участвовал  | Не участвовал  | Не участвовал  | Не участвовал  | Не участвовал  | Не участвовал  | Не участвовал  | Не участвовал  | Не участвовал  | Не участвовал  |
| 2019/20                                                                                  | Атланта    | 60               | 0                | 14,6             | 35,2             | 30,2             | 79,3             | 2,1              | 0,8              | 0,4              | 0,4              | 5,0              | Не участвовал  | Не участвовал  | Не участвовал  | Не участвовал  | Не участвовал  | Не участвовал  | Не участвовал  | Не участвовал  | Не участвовал  | Не участвовал  | Не участвовал  |
|                                                                                          | Всего      | 1541             | 982              | 30,1             | 43,5             | 37,1             | 79,8             | 4,3              | 3,1              | 1,0              | 0,6              | 16,7             | 88             | 66             | 34,4           | 41,6           | 33,8           | 79,6           | 5,4            | 3,4            | 1,1            | 0,5            | 18,1           |
| Наведите курсор мыши на аббревиатуры в заголовке таблицы, чтобы прочесть их расшифровку. |            |                  |                  |                  |                  |                  |                  |                  |                  |                  |                  |                  |                |                |                |                |                |                |                |                |                |                |                |